# Rochuskapelle (Brilon)

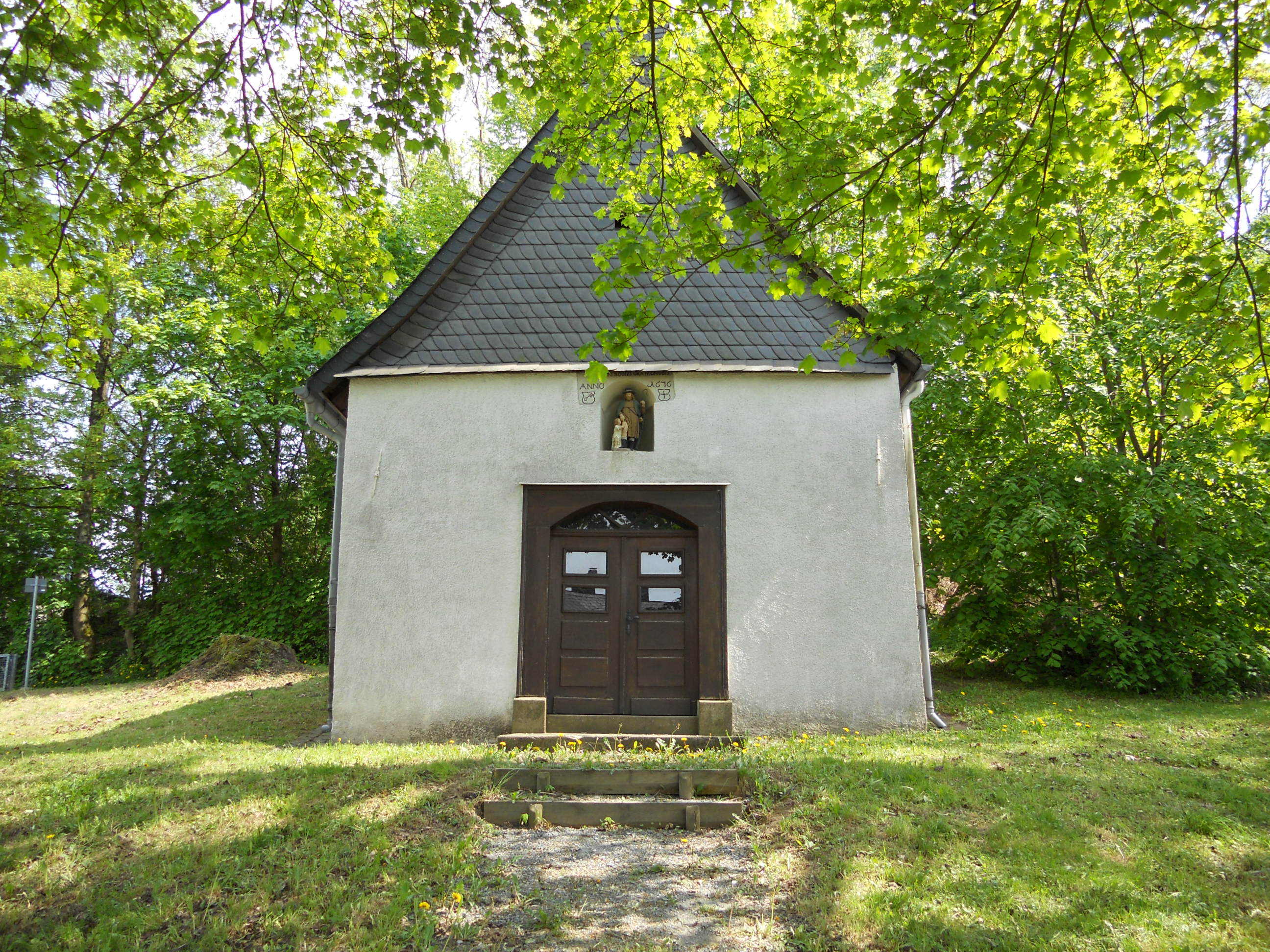
Rochuskapelle im Rochuswäldchen

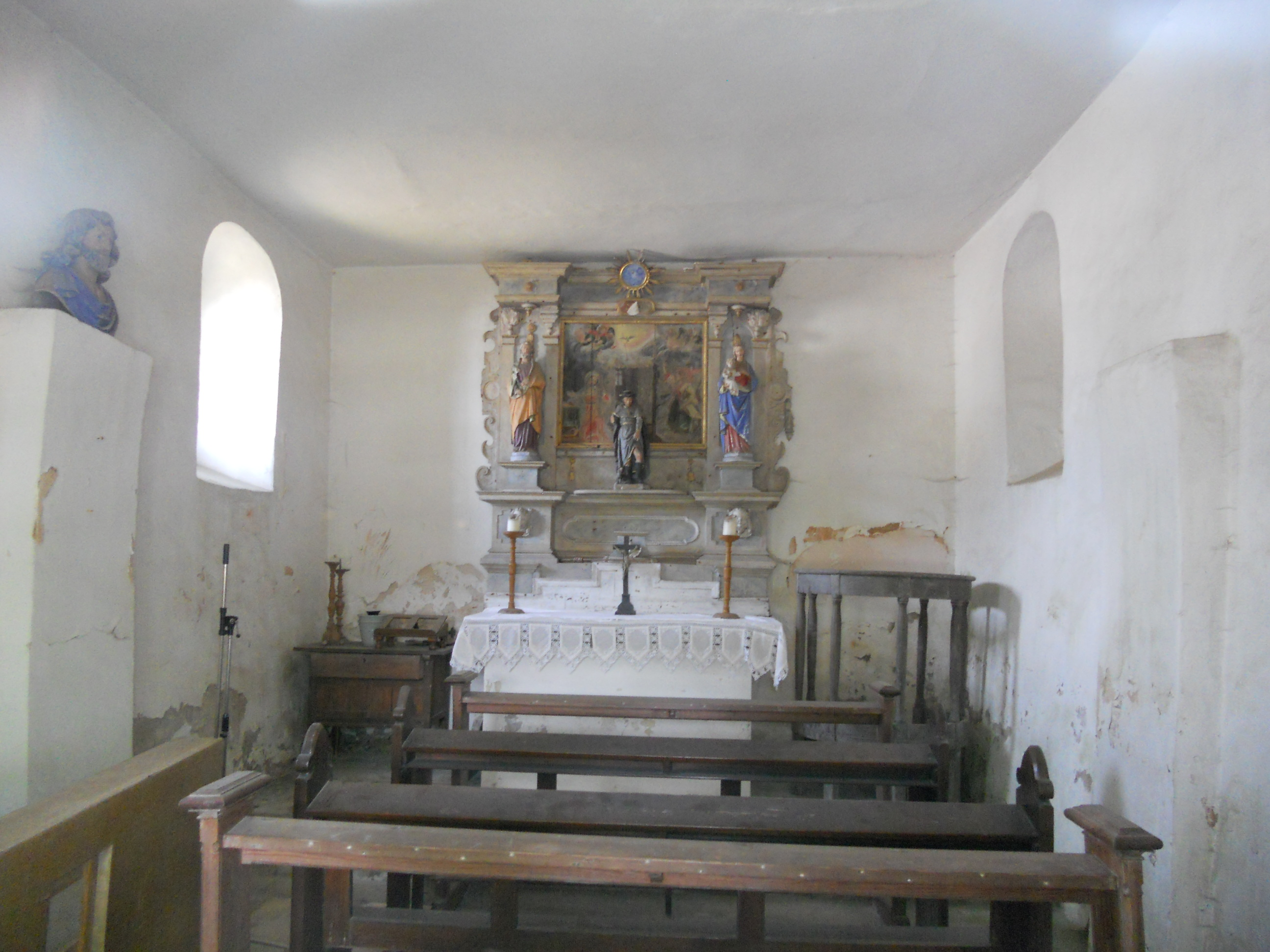
Innenansicht der Rochuskapelle vor der Restaurierung

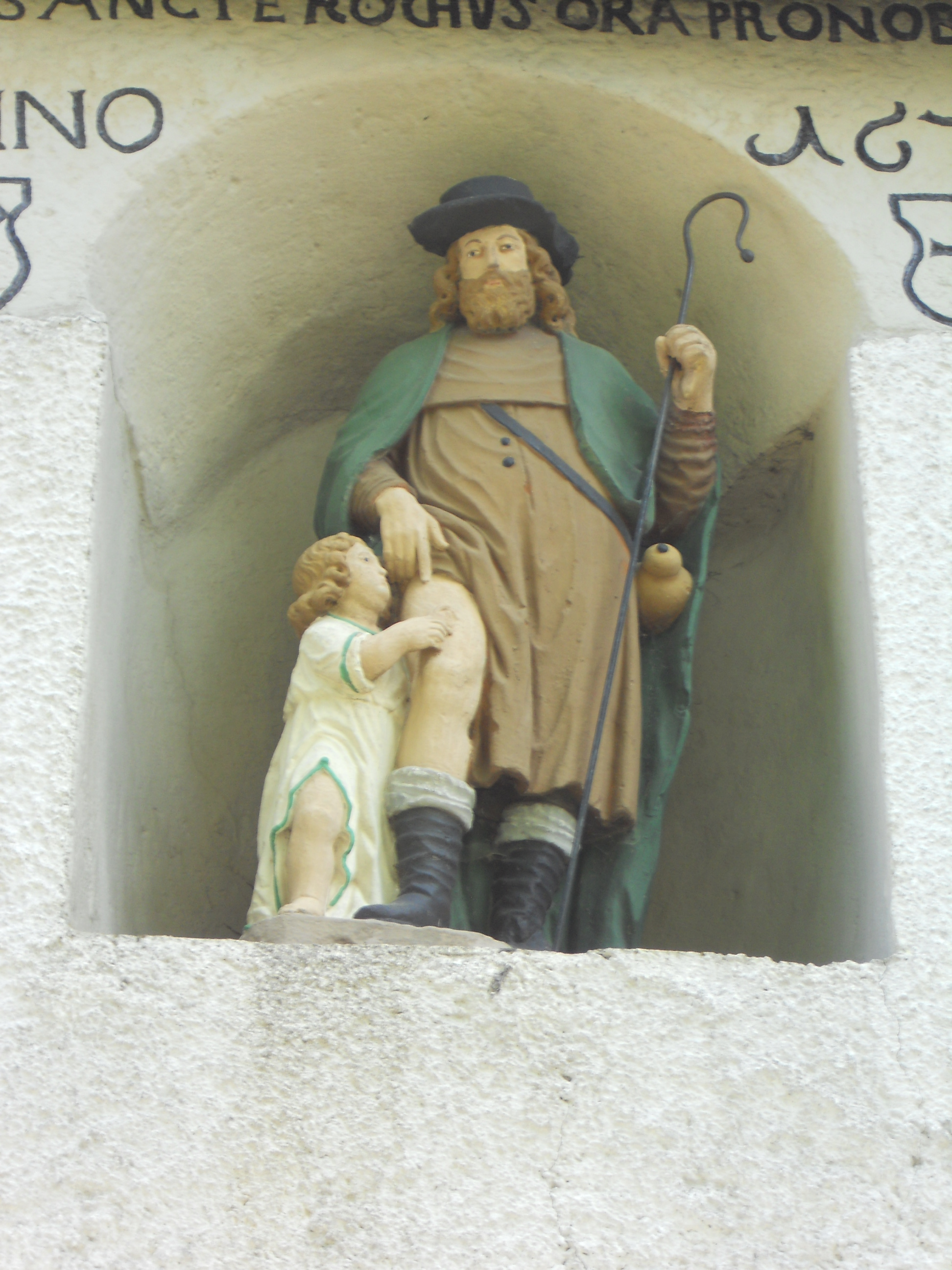
Figur des Rochus über dem Eingang

Die Rochuskapelle in Brilon, einer Stadt im Hochsauerlandkreis im Osten des Landes Nordrhein-Westfalen, wurde 1676 erbaut.
Die Kapelle wurde aufgrund eines Gelübdes der Bürgerschaft errichtet. Pastor Werner Grönenberg schrieb in einem Brief: „… und zwaren auß noth damahlen schwerer überfallener Kranckheit darzu angetrieben.“ Mit „Kranckheit“ war vermutlich eine Pestwelle gemeint. Der schlichte, rechteckige, verputzte Bruchsteinbau wurde im 17. Jahrhundert errichtet. Das Satteldach und der Dachreiter sind verschiefert. Über dem Eingang ist eine Nische mit der Figur des Hl. Rochus eingelassen, daneben die Wappen von Brilon und Kurköln, sowie die Jahreszahl 1676. Die flache Balkendecke im Inneren ist verputzt. Der Fußboden besteht aus einem alten Sandsteinplattenbelag. Die Wandvorlagen an den Längswänden deuten auf eine beabsichtigte Einwölbung hin. Der Altaraufsatz ist eine Tischlerarbeit aus dem 17. Jahrhundert, das darin enthaltene Ölgemälde zeigt Mariä Verkündigung. Die seitlich stehenden Figuren stammen aus dem 20. Jahrhundert.
Aufgrund eines sehr restaurierungsbedürftigen Zustandes bildete sich im Jahr 2012 innerhalb der Propsteikirchengemeinde ein Interessenkreis zum Erhalt der Kapelle. Noch im selben Jahr kam es zu ersten baulichen Maßnahmen. Während 2014 durchgeführter Untersuchungen der LWL-Denkmalpflege, Landschafts- und Baukultur in Westfalen wurde unter dem Putz des Innenraumes die ursprüngliche Wandbemalung entdeckt. Die Ausführung der Restaurierungsarbeiten erfolgte in den Jahren 2015/2016. Die Restaurierung des zwischen 1630 und 1640 entstandenen Altars, der bereits vor der umfangreichen Instandsetzung der Kapelle ausgelagert wurde, steht weiterhin aus.
Zum Ende der Restaurierungsphase im Juli 2016 wurde der Bau als Denkmal des Monats in Westfalen-Lippe ausgezeichnet.